# Coupe Memorial 2001
Navigation
Édition précédente Édition suivante
L'édition 2001 de la Coupe Memorial est présenté du 19 au 27 mai 2001 à Regina, Saskatchewan. Elle regroupe les champions de chacune des divisions de la Ligue canadienne de hockey, soit la Ligue de hockey junior majeur du Québec (LHJMQ), la Ligue de hockey de l'Ontario (LHO) et la Ligue de hockey de l'Ouest (LHOu)

## Équipes participantes
- Les Foreurs de Val-d'Or représente la Ligue de hockey junior majeur du Québec.
- Les 67 d'Ottawa représente la Ligue de hockey de l'Ontario.
- Les Rebels de Red Deer représente la Ligue de hockey de l'Ouest.
- Les Pats de Regina de la LHOu en tant qu'équipe hôte.

## Classement de la ronde Préliminaire
| Équipe              | PJ | V | D | BP | BC | Pts |
| ------------------- | -- | - | - | -- | -- | --- |
| Rebels de Red Deer  | 3  | 2 | 1 | 11 | 11 | 4   |
| Foreurs de Val-d'Or | 3  | 2 | 1 | 15 | 8  | 4   |
| Pats de Regina¹     | 3  | 1 | 2 | 9  | 12 | 2   |
| 67 d'Ottawa¹        | 3  | 1 | 2 | 8  | 12 | 2   |

¹ Une rencontre de bris d'égalité fut effectué entre Regina et Ottawa afin de déterminer l'équipe terminant au troisième rang. Regina remporte ce bris d'égalité par la marque de 5 à 0.

## Résultats

### Résultats du tournoi à la ronde
Voici les résultats du tournoi à la ronde pour l'édition 2001 :

## Effectifs
Voici la liste des joueurs s'alignant avec les Rebels de Red Deer, équipe championne de 2001 :
- Entraîneur : Brent Sutter
- Gardiens de but : Shane Bendera et Cam Ondrik.
- Défenseurs : Ross Lupaschuk, Doug Lynch, Derek Meech, Darcy Robinson, Bryce Thoma, Jim Vandermeer et Jeff Woywitka.
- Attaquants : Colby Armstrong, Andrew Bergen, Martin Erat, Devin Francon, Boyd Gordon, Diarmuid Kelly, Justin Mapletoft, Jeff Smith, Shay Stephenson, Joel Stepp et Kyle Wanvig.

## Meilleurs pointeurs
| Joueur            | Équipe   | PJ | B | A | Pts |
| ----------------- | -------- | -- | - | - | --- |
| Simon Gamache     | Val-d'Or | 5  | 4 | 3 | 7   |
| Brett Lysak       | Regina   | 5  | 3 | 4 | 7   |
| Ross Lupaschuk    | Red Deer | 4  | 2 | 5 | 7   |
| Chris Lyness      | Val-d'Or | 5  | 1 | 6 | 7   |
| Stéphane Veilleux | Val-d'Or | 5  | 3 | 3 | 6   |
| Brandon Reid      | Val-d'Or | 5  | 3 | 3 | 6   |
| Karel Mosovsky    | Regina   | 5  | 3 | 3 | 6   |
| Kevin Korol       | Regina   | 5  | 3 | 3 | 6   |
| Kyle Wanvig       | Red Deer | 4  | 2 | 4 | 6   |
| Paul Elliott      | Regina   | 5  | 2 | 4 | 6   |
| Martin Erat       | Red Deer | 4  | 1 | 5 | 6   |
| Éric Fortier      | Val-d'Or | 5  | 1 | 5 | 6   |

### Meilleurs gardiens
| Joueur            | Équipe   | PJ | V  | D  | Bl | Moy  |
| ----------------- | -------- | -- | -- | -- | -- | ---- |
| Chad Davidson     | Regina   | -- | -- | -- | -- | 2,20 |
| Maxime Daigneault | Val-d'Or | -- | -- | -- | -- | 3,22 |
| Shane Bendera     | Red Deer | -- | -- | -- | -- | 3,91 |
| Seamus Kotyk      | Ottawa   | -- | -- | -- | -- | --   |

## Honneurs individuels
- Trophée Stafford-Smythe (meilleur joueur) : Kyle Wanvig (Rebels de Red Deer)
- Trophée George-Parsons (meilleur esprit sportif) : Brandon Reid (Foreurs de Val-d'Or)
- Trophée Hap-Emms (meilleur gardien) : Maxime Daigneault (Foreurs de Val-d'Or)
- Trophée Ed-Chynoweth (meilleur marqueur) : Simon Gamache (Foreurs de Val-d'Or)

Équipe d'étoiles :
- Gardien : Maxime Daigneault (Foreurs de Val-d'Or)
- Défenseurs : Paul Elliott (Pats de Regina) — égalité : Chris Lyness (Foreurs de Val-d'Or) et Ross Lupaschuk (Rebels de Red Deer)
- Attaquants : Brett Lysak (Pats de Regina) — Simon Gamache (Foreurs de Val-d'Or) — Kyle Wanvig (Rebels de Red Deer)